# Arthur Olivier
Pour les articles homonymes, voir Olivier (homonymie).
Arthur Olivier était avocat à Trois-Rivières (Québec, Canada) au XIXe siècle. Il fut maire de sa ville pendant un bref mandat, soit de 1898 à 1900, succédant à Richard-Stanislas Cooke.